# Departamento de Defesa dos Estados Unidos
O Departamento de Defesa dos Estados Unidos (DoD, USDOD, ou DOD, Department of Defense) é um departamento federal dos Estados Unidos responsável pela coordenação e supervisão de todas as agências e funções do governo relativos directamente com a segurança nacional e com as suas forças armadas.
O DOD é o maior inquilino do Pentágono, e está dividido em três grandes subsecções — o departamento do Exército, o da Marinha e o da Força Aérea. Entre as muitas agências do DoD estão a Organização de Defesa de Mísseis Balisticos, a Agência de Projectos de Pesquisas Avançadas (DARPA), Agência de Inteligência de Defesa (DIA), a Agência Nacional de Informação Geoespacial (NGA) e a Agência Nacional de Segurança (NSA). O departamento também trabalha com alguns serviços escolares adjuntos, incluindo o National War College.
A Guarda Costeira dos Estados Unidos não faz parte do DOD, apesar de ser um ramo militar e um dos serviços uniformizados. Está normalmente sob a autoridade do Departamento de Segurança Nacional dos Estados Unidos. No entanto durante os tempos de guerra, a Guarda Costeira pode ser colocada sob a autoridade do DOD através do Departamento da Marinha.

## História
Foram apresentados planos específicos pelo exército, marinha e do Conjunto de Estados Maiores. Numa mensagem especial ao Congresso a 19 de dezembro de 1945, o Presidente Harry S. Truman propôs a criação de um Departamento Nacional de Defesa unificado. A proposta chegou ao Congresso a Abril de 1946, mas foi atrasada pelo Comité de Assuntos Navais em julho de 1946 devido a objecções relativas à concentração de poderes num só departamento. Truman reenviou nova legislação ao Congresso em fevereiro de 1947, onde foi debatido e emendado durante alguns meses.
O Departamento de Defesa está sediado no Pentágono, condado de Arlington, Virgínia, nos arredores de Washington, D.C. na outra margem do Rio Potomac. Foi criado com a junção do Departamento de Guerra (fundado em 1789) com o Departamento da Marinha (criado em 1798, anteriormente o Quadro do Almirantado, fundado em 1780, e o então recentemente criado Departamento da Força Aérea. O departamento foi formado de modo a reduzir a rivalidade que reduzia a eficácia militar entre serviços durante a Segunda Guerra Mundial.
A 26 de julho de 1947, Truman assinou o National Security Act of 1947 (NME), que fez o National Military Establishment iniciar operações a 18 de setembro de 1947, o dia seguinte à confirmação pelo Senado de James Forrestal como seu primeiro Secretário da Defesa. Este departamento tinha a infeliz abreviação de 'NME' (cuja pronunciação óbvia em inglês era "enemy", i.e. "inimigo"), sendo renomeado para "Department of Defense" (cuja abreviação é DOD ou DoD) a 10 de agosto de 1949. Adicionalmente, foi dado ao Secretário de Defesa uma grande autoridade sobre os três ramos principais das suas forças armadas (através dos departamentos do Exército, Marinha e Força Aérea). Antes da criação do Departamento de Defesa, as forças armadas dos Estados Unidos estavam separadas em departamentos de níveis de gabinete diferentes, sem muita autoridade central.

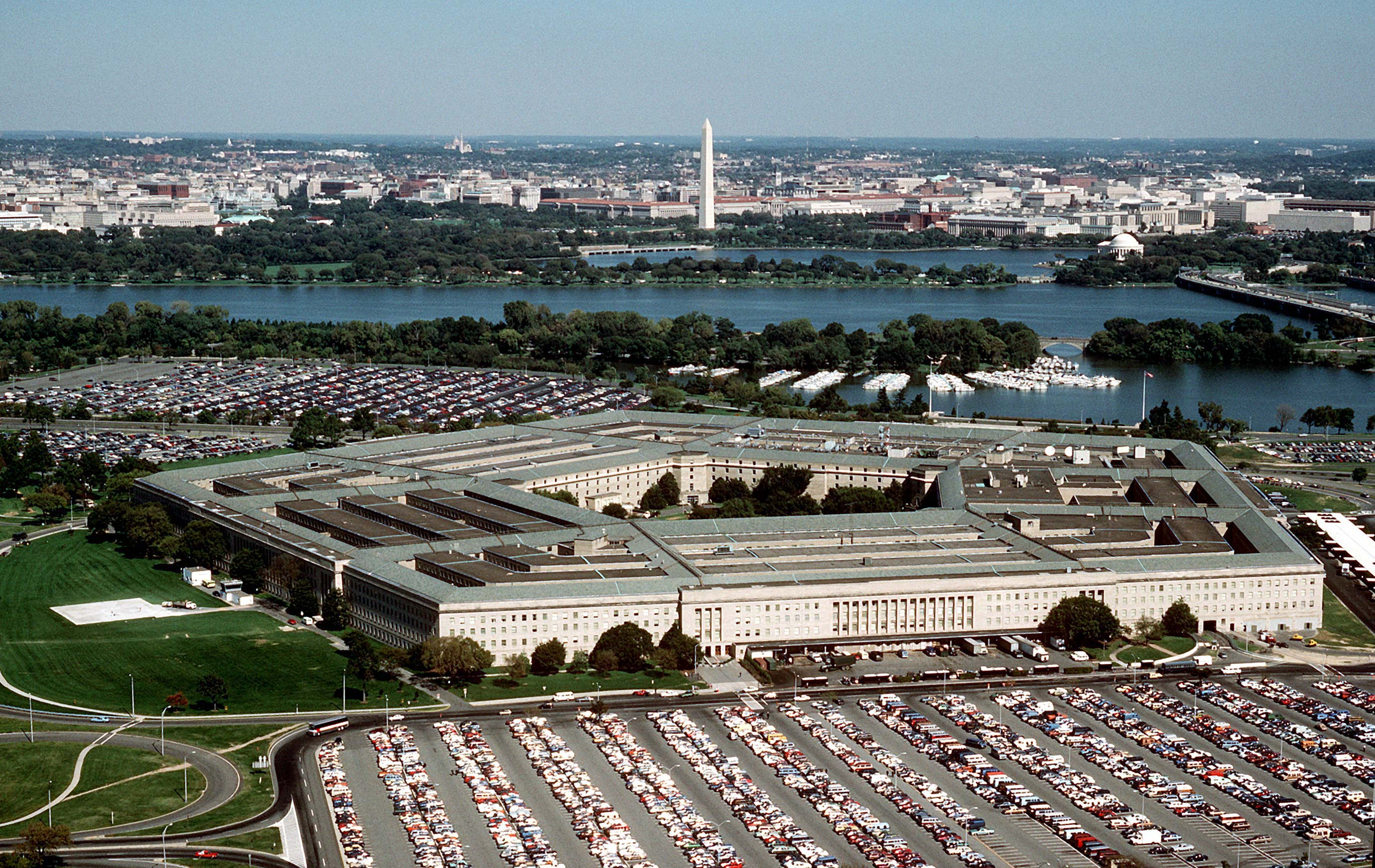
O Pentágono é a sede do Departamento de Defesa dos Estados Unidos.

Atualmente inclui o Exército, Marinha, Força Aérea, Fuzileiros e a Força Espacial, como também agências de não-combate como a Agência Nacional de Segurança (NSA), a Agência de Redução de Ameaças de Defesa dos Estados Unidos e a Agência de Inteligência de Defesa (DIA).
Em tempo de guerra, o Departamento de Defesa também tem autoridade sobre a Guarda Costeira. Em tempos de paz, essa agência está sob controlo do Departamento Departamento de Segurança Interna (DHS). Antes da criação da DHS, a Guarda Costeira estava sob controlo do Departamento de Transportes e ainda antes pelo Departamento de Comércio. A Guarda Costeira não é formalmente uma força militarizada desde a Segunda Guerra Mundial, apesar de ter participado em várias operações militares e de aplicação da lei ao longo dos anos.
A estrutura de comando do Departamento de Defesa é definida pelo Acto Goldwater-Nichols de 1986. Sob este acto, a cadeia de comando vai desde o Presidente dos Estados Unidos, para o Secretário de Defesa, para os comandantes regionais dentro de um de vários comandos que comandam todas as forças militares dentro da sua área de operação. O presidente do gabinete conjunto de chefes, e outros chefes de gabinete, são responsáveis pela prontidão dos militares dos Estados Unidos e servem como conselheiros militares do Presidente, mas não estão na cadeia de comando. O presidente do gabinete conjunto de chefes é por lei o posto militar mais alto dos Estados Unidos.
O o Gabinete Governamental de Contabilidade (GAO) interessa-se em encontrar maneiras de o DoD  cooperar com outras agências governamentais de modo a poupar dinheiro e aumentar a eficiência. Uma possibilidade seria através do programa Correio Consolidado de Medicamentos para Pacientes (CMOP) da Administração de Veteranos. O CMOP fornece apenas serviços de terapia e prescrição de receitas médicas. As prescrições são feitas para os veteranos muitas dos centros de saúde da Administração de Veteranos. Quando é necessária uma nova receita, os centros de saúde dão procedimento às prescrições. O CMOP então envia esta informação aos muitos centros de saúde da sua região. Uma vez preenchida, os Correios dos Estados Unidos entregam a receita. O centro de saúde ou clínica é notificado do preenchimento da receita electronicamente. Por 2000, a carga de trabalho anual era de 50 milhões de receitas médicas. O processamento e preenchimento das receitas levava dois dias e mais três dias eram necessários para a entrega por correio. Devido ao interesse do Congresso em investigar se o CMOP poderia dar alguma poupança de custos aos beneficiários do Departamento de Defesa se estes pudessem levantar por si próprios as receitas nos centros de saúde militares, o DoD e VA conduziram um programa piloto em 2003. No seu relatório de 2005, GAO-05-555, GAO descobriu que o DoD poderia gerar uma grande poupança, pois o tamanho do CMOP permitiria a negociação de descontos de volume.
No geral, o Departamento de Defesa é o maior "empregador" do mundo, com 1,3 milhões de militares ativos (soldados, fuzileiros, marinheiros, aviadores e guardiões) em 2020. Além disso, emprega 826 000 membros da Guarda Nacional e reservistas e 732 000 civis. Em 2019, o Departamento de Defesa consumiu mais de 16% dos gastos do governo dos Estados Unidos e aproximadamente 1/4 de cada dólar coletado em impostos federais.